# Latouchia kitabensis
Latouchia kitabensis là một loài nhện trong họ Ctenizidae.
Loài này thuộc chi Latouchia. Latouchia kitabensis được miêu tả năm 1946 bởi Charitonov.